# Walkertown
Walkertown is een plaats (town) in de Amerikaanse staat North Carolina, en valt bestuurlijk gezien onder Forsyth County.

## Demografie
Bij de volkstelling in 2000 werd het aantal inwoners vastgesteld op 4009.
In 2006 is het aantal inwoners door het United States Census Bureau geschat op 4337, een stijging van 328 (8,2%).

## Geografie
Volgens het United States Census Bureau beslaat de plaats een oppervlakte van
15,2 km², geheel bestaande uit land. Walkertown ligt op ongeveer 288 m boven zeeniveau.

## Plaatsen in de nabije omgeving
De onderstaande figuur toont nabijgelegen plaatsen in een straal van 16 km rond Walkertown.